# Artillería naval

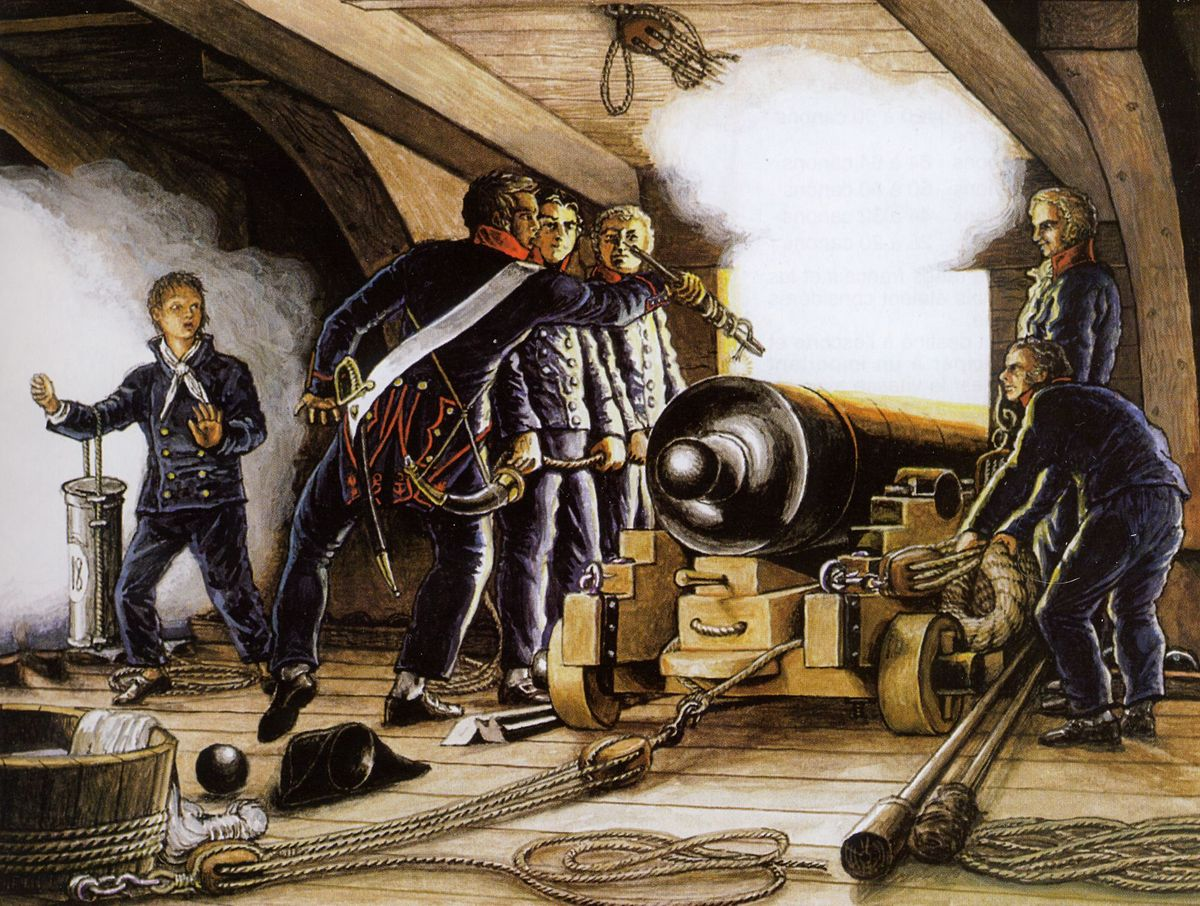
Disparando un cañón de 18 libras durante las guerras napoleónicas

La artillería naval es toda aquella artillería utilizada en un buque de guerra. Por artillería se entiende como cualquier boca de fuego útil fijada al buque o de uso no portátil. Cada una de las cubiertas que llevan batería se llama puente.

## Historia

### SiglosXIV-XVI
Desde que los chinos inventaron la pólvora en el siglo XI, el hombre comenzó a desarrollar todo tipo de ingenios para emplear el potencial de ésta, llegando así al desarrollo del cañón.
La primera noticia sobre el empleo de la artillería en buques data de 1359, en un enfrentamiento entre naves aragonesas y castellanas en España, en el puerto de Barcelona, pero el cañón como arma naval propiamente dicha apareció en el año 1372 en que la Escuadra castellana del almirante Ambrosio Boccanegra derrotó a la Escuadra inglesa comandada por lord Pembroke.
A mediados del siglo XV se fundió el primer cañón en un solo bloque. Este se cargaba por la boca, iniciándose la artillería de avancarga que perduró hasta mediados del siglo XIX.
A contar del siglo XVI su empleo se masificó en las armadas europeas y turcas. Así la artillería, por su mayor eficiencia, fue reemplazando a las armas de fuego portátiles.

### SiglosXVIIyXVIII

Esquema de un navío de línea del :
1) Pañol de municiones.
2) Santabárbara.
3) Antepañol. Cuarto donde se cargaban de pólvora los cartuchos.
4) Tapabalazo. Vía de agua tapada con tablas de madera y planchas de plomo.
5) Tiro doble. Requerido para quebrar el casco del barco enemigo.
6) Cañón con cureña y aparejos.
7) Zona de abordaje

En el siglo XVII las potencias marítimas tales como Inglaterra, España, Francia y Holanda reglamentaron la construcción de piezas de artillería en base al peso de la bala que disparaban: cañón de batería de 40 libras, el medio cañón de 23 libras, cuarto cañón de 10 libras y el cañón de campaña de 5 libras. La artillería naval revolucionó la táctica naval del abordaje pasando a combatir a distancia. Por la posición de los cañones, en los costados de las naves se cambiaron las formaciones frontales por las de líneas de columna. También desaparecieron los enormes castillos de proa y popa y se buscaron naves de mayor eslora para portar más cañones. Algunos buques del siglo XVIII superaban los 100 cañones, 50 por banda.
Los muñones del cañón se apoyaban en gualderas de madera montadas sobre una cureña. La cureña era un carro de madera que reposaba sobre cuatro ruedas macizas. La elevación del cañón sobre su cureña se ajustaba mediante cuñas de madera que levantaban la culata cuando se las añadía (apuntando de este modo más abajo) o que la bajaban cuando se las retiraba (apuntando de este modo más arriba). Cuando el cañón estaba cargado, en batería, la cureña tocaba el interior del costado del buque y el brocal del cañón sobresalía del costado por unas aberturas llamadas troneras. Al efectuarse el disparo el cañón retrocedía pero era sujetado por un cable grueso llamado braga. Entonces mediante dos aparejos llamados palanquines (semejantes a polipastos), uno a cada lado, se le volvía a colocar en batería, recargándolo por la boca para que pudiera volver a ser disparado. Cuando el buque navegaba escorado había que impedir que el agua entrara en su interior a través de las troneras del costado escorado. Para ello había que mantener cerradas las troneras gracias a unas portezuelas de madera llamadas portas.

### SigloXIX
El siglo XIX asistió al reemplazo de los buques impulsados a vela por los buques impulsados mediante máquinas de vapor. En lo referente a la artillería uno de los principales cambios, además del aumento progresivo tanto de los calibres como de los alcances de los disparos, fue el reemplazo de balas macizas de plomo cargadas por las bocas de los cañones (avancarga) por obuses explosivos cargados por las culatas de los cañones (retrocarga). Además las principales piezas de artillería dejaron de estar situadas en puentes artillados en el interior de los buques para pasar a estar constituidas por grandes piezas situadas a la intemperie, sobre la cubierta principal del buque. Aunque reducidas en número, estas piezas fueron siendo cada vez de mucho mayor tamaño y mayor alcance. Ejemplos de buques pioneros en este tipo de artillería fueron los iron clads estadounidenses de la guerra de Secesión (1861-1865).

### SigloXX
En el siglo XX los iron clads fueron evolucionando hacia un nuevo tipo de buque de primera línea de combate, el acorazado, que se caracterizó por estar totalmente constituido de placas de espeso acero blindado y por poseer torretas a proa y a popa armadas todas con cañones de un mismo calibre. Se considera al Dreadnought británico (1906) como el primer acorazado de la historia. Los acorazados, cuyo armamento estaba estrictamente basado en una poderosa artillería naval, fueron los principales buques de combate hasta la Segunda Guerra Mundial, guerra en el que el portaaviones puso fin al combate naval basado en duelos de artillería. Los mayores acorazados, dotados de los mayores cañones navales, fueron los japoneses de la Clase Yamato, pero al acabar la Segunda Guerra Mundial, en 1945, el arma principal de las armadas de todas las principales potencias pasó a ser la aviación embarcada, lo que puso fin a la artillería naval como armamento principal en el mar.

### SigloXXI
En la actualidad el portaaviones sigue siendo el principal navío de primera línea de combate. Sin embargo numerosos buques de guerra, en particular los destinados a las patrullas guardacostas, siguen estando armados con cañones, ya sean convencionales o automáticos, aunque de un calibre muchísimo menor que el de los grandes acorazados de la primera mitad del siglo XX.

## Galería de imágenes

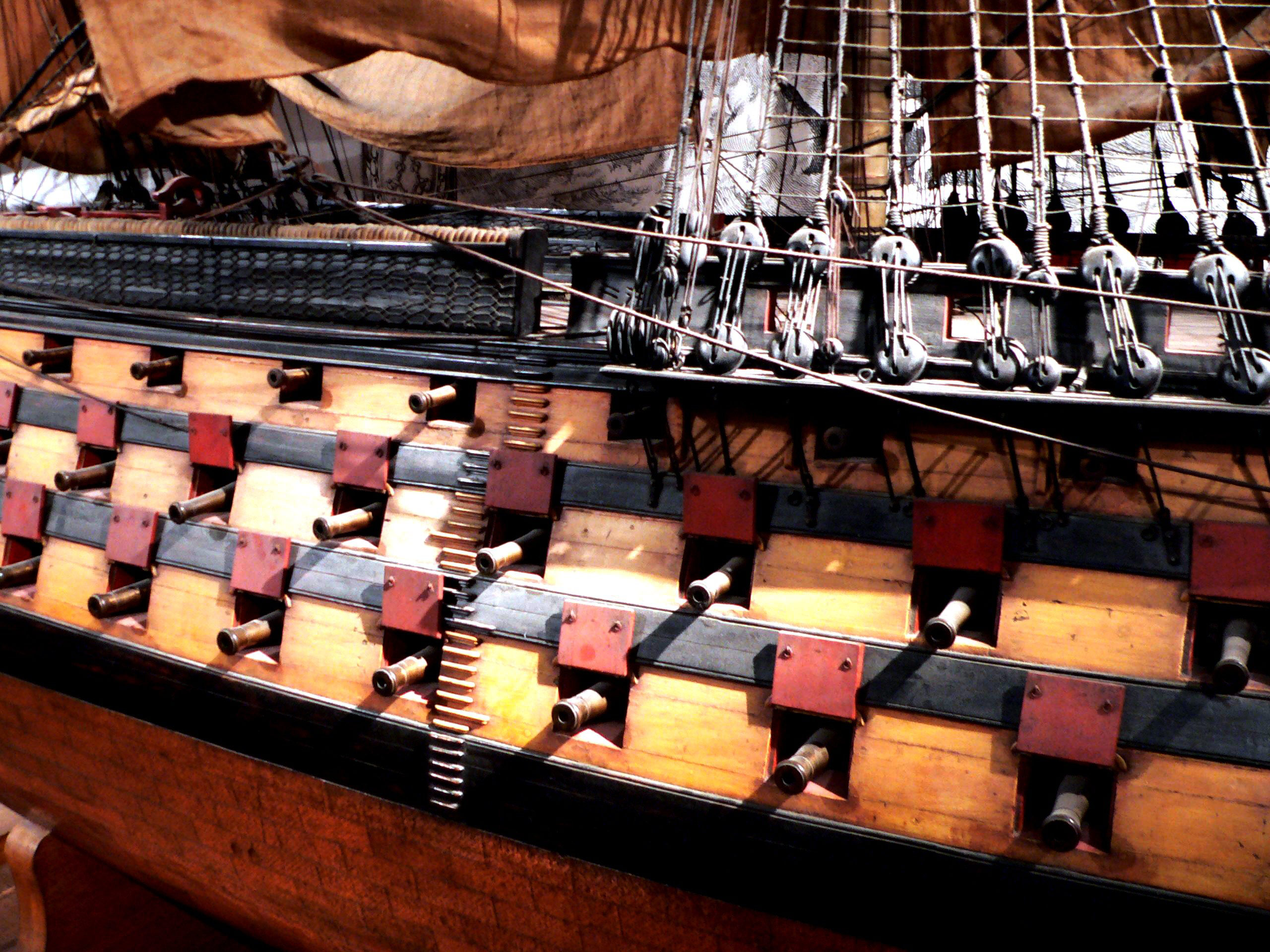
Troneras abiertas (con las portas levantadas) por las que pueden observarse los cañones del Océan, un navío de línea francés de finales del siglo XVIII
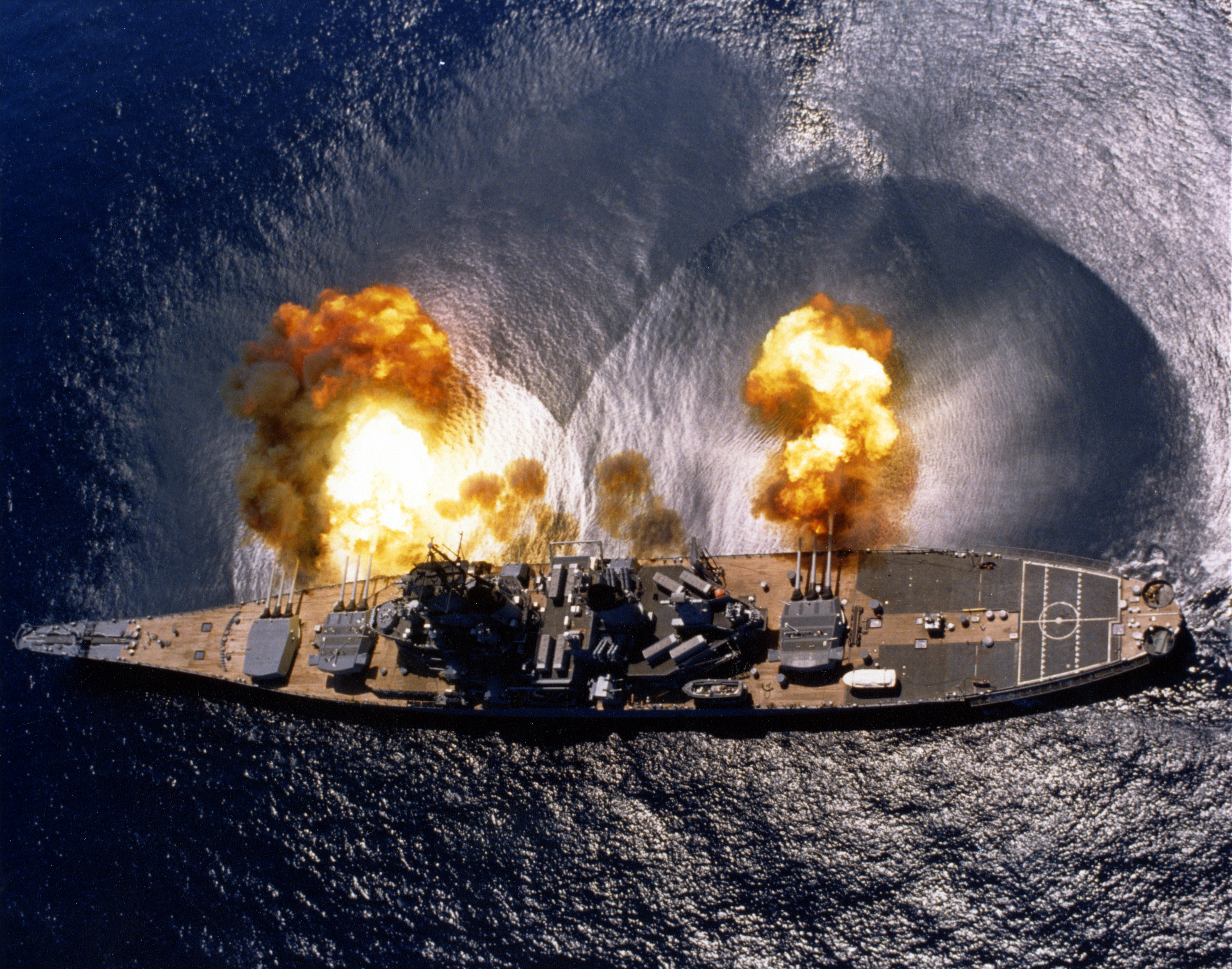
El USS Iowa disparando sus nueve cañones de 406 mm
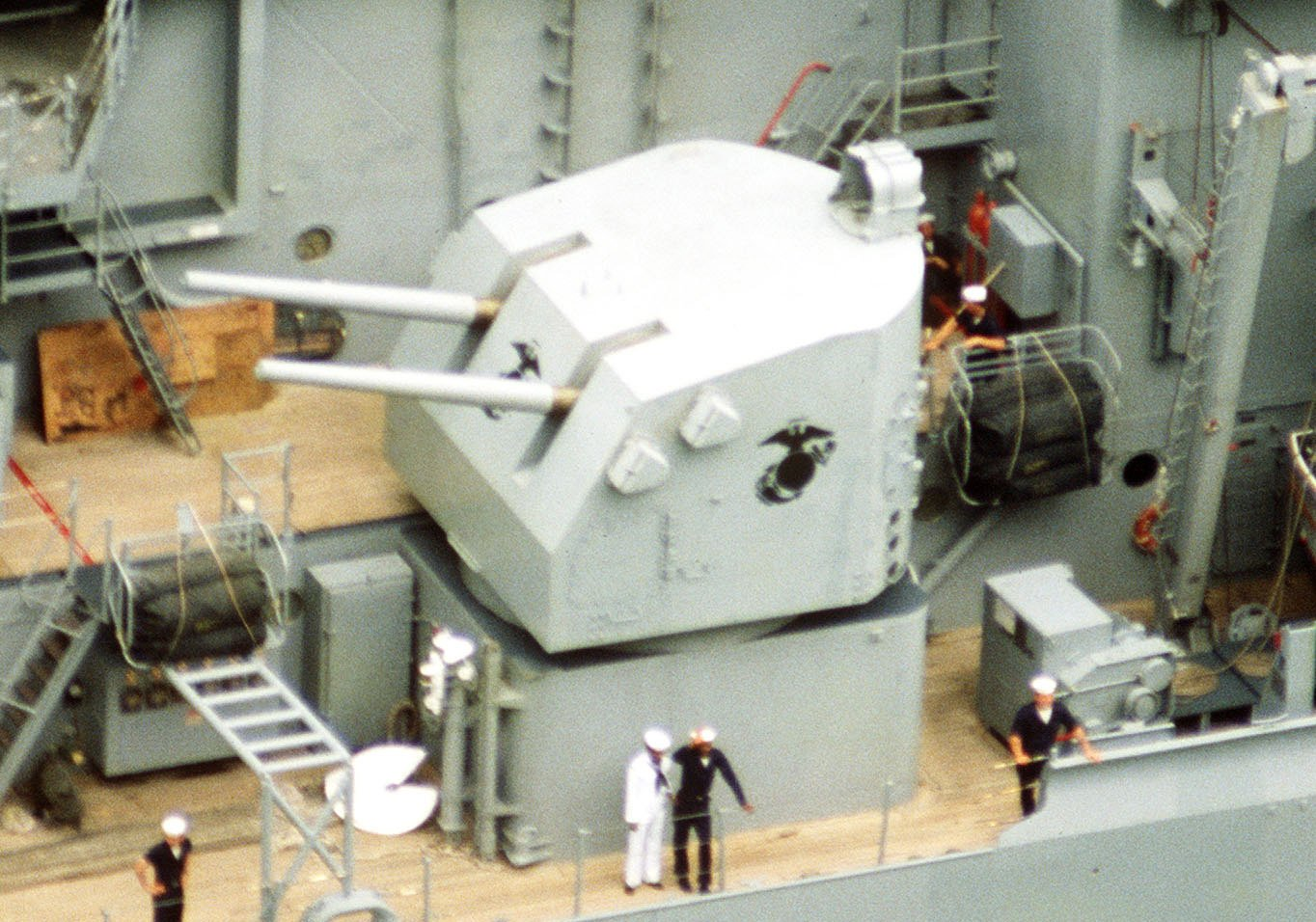
Una torreta defensiva a bordo del USS New Jersey
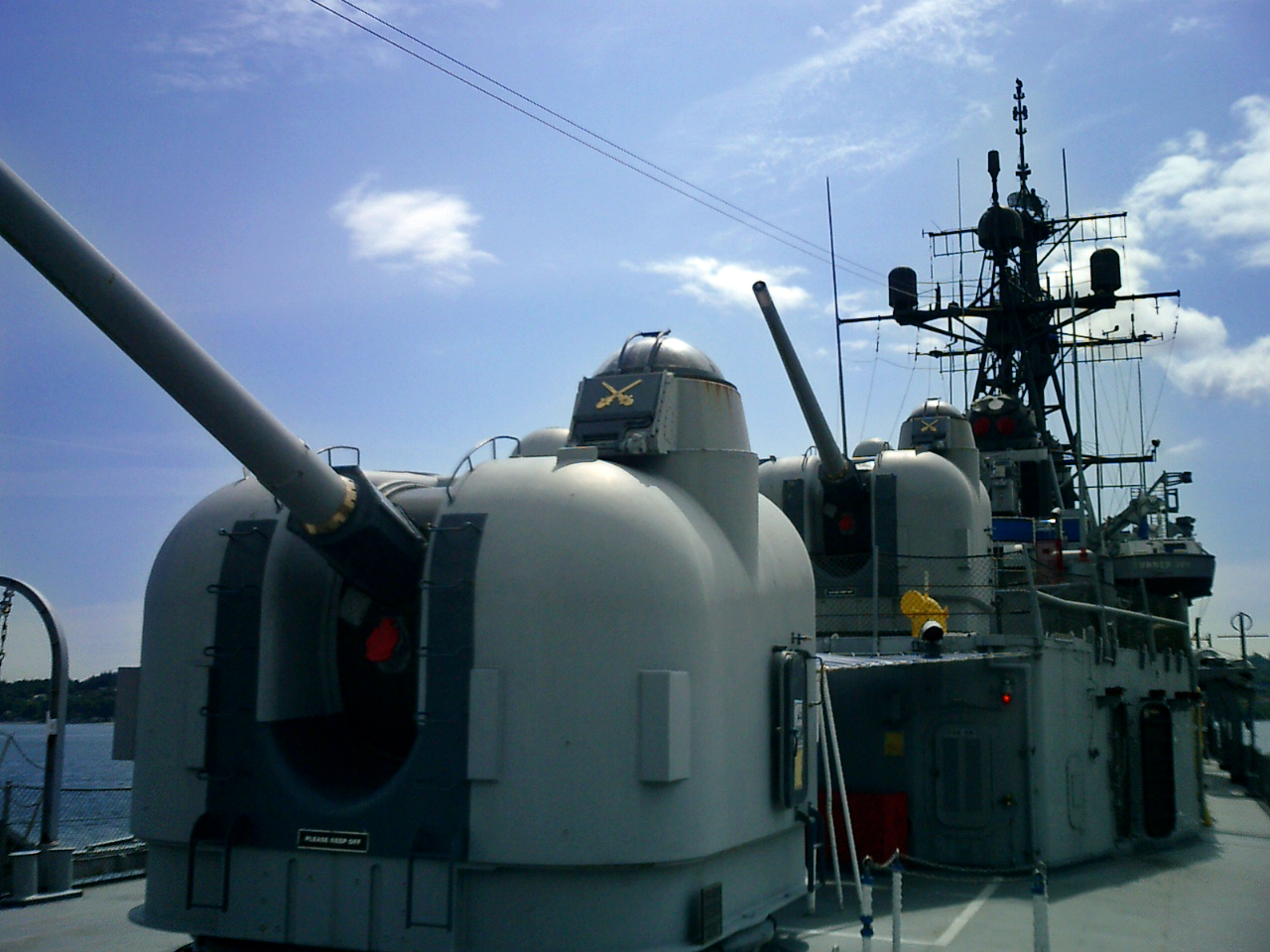
Cañones de popa del USS Turner Joy